# Tank Girl (film)
Tank Girl è un film del 1995 diretto da Rachel Talalay. È liberamente tratto dall'omonimo fumetto underground ideato da Jamie Hewlett e Alan Martin, ambientato in un futuro distopico.

## Trama
Dopo che una cometa ha trasformato la Terra in un deserto privo di pioggia da 11 anni, l'acqua è divenuta rarissima e controllata dal dipartimento Water & Power (W&P), guidato dal tirannico Kesslee. Unica opposizione al suo potere sono i misteriosi “Ripper”. Rebecca, appartenente a una comunità di ribelli, sopravvive grazie a un collegamento abusivo alla rete idrica. Quando la W&P scopre il nascondiglio, assalta la comune sterminando quasi tutti; Rebecca sopravvive ma viene catturata e torturata.
In prigione conosce Jet, una meccanica. La W&P decide di usare Rebecca per localizzare i Ripper, iniettandole una microspia e spingendola verso un loro presunto rifugio. Durante l'operazione, i Ripper attaccano uccidendo i soldati e presumibilmente Kesslee. Rebecca si salva e fugge con Jet, rubando un carro armato. Scoprono che Sam, una bambina della loro comunità, è prigioniera in un bordello. Dopo aver camuffato i veicoli, le due riescono a liberarla, ma vengono scoperte e Sam viene catturata di nuovo dalla W&P.
Per salvarla, Rebecca e Jet cercano i Ripper nel deserto e li trovano in un rifugio sotto una pista da bowling. I Ripper sono super soldati metà umani metà canguri, creati da uno scienziato poi fuggito. Il loro obiettivo è distruggere il monopolio della W&P e rendere l'acqua accessibile a tutti. Rebecca si lega sentimentalmente a Booga, uno dei Ripper. Per guadagnarsi la fiducia del gruppo, lei e Jet svolgono una missione infiltrandosi in un deposito W&P e trasmettendo immagini di casse d'armi. Ma le casse risultano piene di sabbia, tranne una con il cadavere del loro creatore, Johnny Profeta.
Infuriati, i Ripper decidono di aiutare le ragazze ad attaccare la base della W&P. Rebecca guida un assalto via terra con il carro armato, mentre i Ripper entrano dagli hangar. Dopo intense battaglie, Jet uccide il sergente Small, mentre Rebecca affronta Kesslee, sopravvissuto e trasformato in un cyborg. Dopo un duro scontro, Rebecca riesce a metterlo fuori uso e a salvare Sam da un condotto allagato.
Nel finale animato, Rebecca guida il suo carro armato verso una cascata, con Booga trainato su sci d'acqua, ignorando le urla d'allerta di Jet.

## Colonna sonora
La colonna sonora è stata distribuita da Warner Bros./Elektra.